# Andrea Piechele
Andrea Piechele (Cles, 29 juni 1987) is een Italiaans voormalig wielrenner.

## Carrière
In 2008 liep hij een jaar stage bij Team Columbia. Later reed hij voor CarmioOro en Colnago-CSF Inox. Piechele behaalde top-10 noteringen in onder meer de Ronde van Oostenrijk, Circuito de Getxo en de Grote Prijs van de Etruskische Kust, maar wist slechts één overwinning te boeken: een etappe in de Giro della Regione Friuli Venezia Giulia.

## Belangrijkste overwinningen
2008
- 2e etappe Giro della Regione Friuli Venezia Giulia

## Resultaten in voornaamste wedstrijden
| Jaar | Ronde van Italië | Ronde van Frankrijk | Ronde van Spanje |
| ---- | ---------------- | ------------------- | ---------------- |
| 2010 |                  |                     |                  |
| 2011 |                  |                     |                  |
| 2015 |                  |                     |                  |

| Jaar | Amstel Gold Race | Ronde van Lombardije |
| ---- | ---------------- | -------------------- |
| 2010 |                  | opgave               |
| 2011 |                  | opgave               |
| 2015 | opgave           |                      |

## Ploegen
- 2006- Val di Non
- 2007- Trevigiani Dynamon
- 2008- U.C. Trevigiani
- 2008- Team Columbia (stagiair)
- 2009- U.C. Trevigiani
- 2010- CarmioOro-NGC
- 2011- Colnago-CSF Inox
- 2012- Colnago-CSF Inox (tot 10/05)
- 2013- Ceramica Flaminia-Fondriest (vanaf 20/06)
- 2014- Bardiani CSF
- 2015- Bardiani CSF

Berthou · Beuret · Ferrara · Fournet-Fayard · Genovesi · Grillo · Kocjan · Pardilla · Peruffo · Piechele · Quadranti · Raisoni · Ratti · Ratto · Sella · Tamayo · Terrenzio · Tizza · Tonti · Ventoso · Barindelli (stagiair) · Boaro (stagiair) · Tedeschi (stagiair)
Andreetta · Barbin · Battaglin · Boem · Bongiorno · Chirico · Colbrelli · Manfredi · Piechele · Pirazzi · Ruffoni · Simion · L.Sterbini · S.Sterbini · Tonelli · Zardini